# Celina Leão
Celina Leão Hizim Ferreira (Goiânia, 2 de março de 1977) é uma administradora de empresas, política brasileira filiada ao Progressistas (PP), e vice-governadora do Distrito Federal desde 1º de janeiro 2023.
Assumiu o governo interinamente no dia 9 de janeiro de 2023, após o afastamento de Ibaneis Rocha por 90 dias, decidida pelo presidente Tribunal Superior Eleitoral (TSE) e Ministro do Supremo Tribunal Federal (STF), ministro Alexandre de Moraes, logo após as invasões na Praça dos Três Poderes. A decisão de afastar Ibaneis acabou sendo referendada em plenário do Supremo por 9 votos a 2. 
Celina permaneceu no cargo até 15 de março de 2023, quando o ministro Alexandre de Moraes decidiu revogar a sua decisão de afastar Ibaneis do cargo de governador. Celina é ex-deputada federal e ex-deputada distrital, e também foi presidente da Câmara Legislativa do Distrito Federal.

## Carreira política
Em fevereiro de 2016, motivada pelas saídas de Cristovam Buarque e José Reguffe, desfilia-se do PDT. Um mês após, conclui seu ingresso no Partido Popular Socialista, onde ficou até a desfiliação em março de 2018. Logo depois, filiou-se ao Progressistas (PP), após convite para concorrer ao posto de deputada federal.

## Controvérsias
Em março de 2017, o Tribunal de Justiça do Distrito Federal e dos Territórios recebeu uma denúncia do Ministério Público e tornou Celina e mais cinco deputados distritais réus por corrupção passiva, como parte da chamada Operação Drácon.Conforme as investigações, em 2015, eles pediram propina a empresas prestadoras de serviços de UTI na rede pública. A deputada entrou com recurso no STJ para tentar anular o processo, alegando que as evidências haviam sido obtidas de forma ilegal por terem sido gravadas pelo celular da denunciante. O STJ negou o recurso.